# Фабрички димњак
Фабрички димњак је грађевински објекат који служи за одвођење дима и других штетних гасовитих супстанци са места где се стварају у атмосферу. На већој висини где се димњак завршава увек постоји јачи ветар који дим и друго разноси на различите стране. Обично је у склопу неке „прљаве“ индустрије челичане, рафинерије, топионице, цементаре и сл.
Фабрички димњак је током изградње земље после Другог светског рата био симбол индустријализације и напредка! Један од првих цртежа која су деца цртала у школама су биле фабрике са великим димњацима и гомилом дима који из њих излази.
Фабрички димњаци су се најчешће градили од цигала. Димњак при основи има највећи пречник који се полако сужава при врху. Изградња фабричког димњака је у условима градње педесетих година двадесетог века била подвиг. Најпознатији градитељи димњака су били грађевинци из места Црна Трава у јужној Србији, тзв. „Црнотравци“. Фабрички димњаци се данас праве из префабрикованих бетонских прстенова уз помоћ дизалица и градња траје пар дана.
Буђењем еколошке свести међу људима, почела је уградња филтра-отпрашивача на фабричке димњаке ради самањења избацивања штетних честица. Са димом који је последица сагоревања увек је због јаке промаје у димњаку тзв. „цуг“, било и доста пепела.
Фабрички димњаци као објекти који доминирају простором су згодни и за употребу као носачи телекомуникационих антена, што се види на слици у прилогу.